# Glütschbach (Aare)
Der Glütschbach ist ein 26 km langer linker Zufluss der Aare und linker Zufluss der Kander im Berner Oberland, der aus dem Zusammenfluss mehrerer Wildbäche aus der Nordflanke der Stockhornkette hervorgeht.

## Geographie

### Verlauf
Feusibach

Der Feusibach (auch Feissibach geschrieben) entspringt auf ca. 1700 m. ü. M. an der Nordflanke der Stockhornkette. Er fliesst durch die Bachalp und danach durch eine Schlucht hinunter ins Stockental. Unterhalb von Niederstocken nimmt er den Lubbach auf, kurz danach den Wildbach aus dem Lindental. Nach der Vereinigung des Feusibachs mit dem von der Stockenfluh her kommenden Fluhbach auf dem Gebiet der Gemeinde Reutigen wird der Wasserlauf zum Glütschbach.
Glütschbach

Nach dem Zusammenfluss fliesst der Glütschbach durch das Reutigenmoos und wendet sich nach Norden gegen den zu Zwieselberg gehörenden Weiler Glütsch. Er fliesst am Kanderdurchstich vorbei, wo ein Teil seines Wassers in die Kander geleitet werden kann, und folgt sodann dem ehemaligen Kandertal zwischen Zwieselberg und dem Strättlighügel. Bei Allmendingen fliesst der Glütschbach durch die Thuner Allmend, die ein Amphibienlaichgebiet von nationaler Bedeutung umfasst, und danach durch Thierachern und Uetendorf, wo er von der Hauptstrasse 221 und der Gürbetalbahn überquert wird.
Südlich  von Uttigen wird er von den vom Amsoldingersee her kommenden Amletenbach von links nach rechts gekreuzt.  Der Amletenbach trägt nach der Querung bei manchen die Bezeichnung Giesse.
Der Glütschbach fliesst dann von links mit der von rechts kommenden Giesse zusammen. Das vereinigte Gewässer wird von manchen wiederum Giesse genannt. Auf dem letzten Abschnitt bis zur Mündung hat das Gewässers unterschiedliche Bezeichnungen:
1. Bei swisstopo auf der Karte trägt das Gewässer die Bezeichnung Amletenbach,[4]
2. beim  Geoportal Kanton Bern trägt es den Namen Giesse,[5]
3. und beim Bundesamt für Umwelt BAFU wird das Gesamtgewässer Glütschbach genannt.[1]

Der Fluss mündet nördlich von Uttigen auf der Höhe von etwa 544 m ü. M. von links in die Aare. Das Gebiet bei der Mündung liegt in der geschützten «Aarelandschaft zwischen Thun und Bern», die im Bundesinventar der Landschaften und Naturdenkmäler von nationaler Bedeutung aufgeführt ist.
Hydrologischer Hauptstrang

Direkter Vergleich von Glütschbach und Amletebach bei ihrer Kreuzung.
| Name        | Länge [in km] | EZG [in km²] | MQ [in m³/s] |
| ----------- | ------------- | ------------ | ------------ |
| Glütschbach | 22,5          | 33,25        | 1,04         |
| Amletebach  | 11,6          | 20,00        | 0,46         |

Der längere Glütschbach hat das grössere Einzugssystem und ist wasserreicher. Er ist somit der  hydrologische Hauptstrang des Flusssystems Glütschbach.

### Einzugsgebiet
Das 54,99 km² grosse Einzugsgebiet des Glütschbachs liegt in den Berner Voralpen und wird über die Aare und den Rhein zur Nordsee entwässert.
Es besteht zu 25,5 % aus bestockter Fläche, zu 61,6 % aus Landwirtschaftsfläche, zu 7,9 % aus Siedlungsfläche, zu 1,2 % aus Gewässerfläche und zu 3,9 % aus unproduktiven Flächen.
Die mittlere Höhe des Einzugsgebietes beträgt 755 m ü. M., die minimale Höhe liegt bei 538 m ü. M. und die maximale Höhe bei 2187 m ü. M.

### Zuflüsse und Abzweigungen
Zuflüsse von der Quelle zur Mündung, mit Namen, orographischer Richtung, Länge in km, Einzugsgebiet in km², Abflussdaten (MQ) in Liter pro Sekunde (l/s). Die Namen erfolgen nach dem GIS des Kantons Bern, Daten auch nach swisstopo. Die Abschnittsnamen werden nach dem Geoportal Bern aufgeführt und fett markiert
Feusibach

- Laubbach (links), 0,2 km (mit Flurkanal 2,5 km), 3,52 km²
- Lindetalbach[8] (rechts), 1,0 km, 2,72 km²

Glütschbach

- Goldbächli (links), 0,9 km, 0,65 km²
- Milchbächli (rechts), 0,4 km (mit Höllgrabe 1,1 km)
- Flüebach (rechts), 0,1 km
- Schlattbächli (Chratzhaltengraben[9]) (rechts), 3,9 km, 3,29 km², 140 l/s
- Kanderbächli[10] (rechte Abzweigung), 0,4 km
- Bodebächli (links), 0,2 km
- Aarbach (links), 0,4 km, 0,79 km²
- Allmedingebächli (rechts), 1,5 km
- Entlastungskanal[11] (rechte Abzweigung), 1,8 km

Giesse

- Amletebach[12], 11,6 km (mit Giesse 12,4 km), 20,1 km, 460 l/s
- Sägetkanal (links), 1,0 km

## Korrektion und Renaturierung
Vor der Kanderkorrektion von 1713 mündete der Glütschbach bei Zwieselberg in die Kander. Nach dem Durchstich wurde diese Mündung zunächst beibehalten, so dass das Wasser des Glütschbachs in die Kander und von dort durch die Kanderschlucht direkt in den Thunersee geleitet wurde. Dadurch ergaben sich allerdings für die vor der Korrektion am Lauf der Kander gelegenen Gemeinden Allmendingen, Thierachern, Uetendorf und Uttigen Probleme, da sie in der Folge mit Wassermangel zu kämpfen hatten. Durch die Umleitung des Glütschbachs in das ehemalige Kandertal wurde dem ab 1714 entgegengewirkt.
Im Jahr 2010 wurde der Lauf des Glütschbachs in Uetendorf auf einer Strecke von 250 Metern renaturiert. Die Kosten wurden mit 490'000.– Schweizer Franken veranschlagt.